# Старово (19 238 852 057)
Старово — деревня в Сокольском районе Вологодской области.
Входит в состав Чучковского сельского поселения, с точки зрения административно-территориального деления — в Чучковский сельсовет. Расположена к югу от автодороги А123.
Расстояние по автодороге до районного центра Сокола — 80 км, до центра муниципального образования Чучкова — 7 км. Ближайшие населённые пункты — Закурское, Зманово, Поповское, Варушино, Огарово.